# Wieslet
Wieslet ist seit dem 1. Januar 2009 ein Ortsteil der Gemeinde Kleines Wiesental im Landkreis Lörrach in Baden-Württemberg.
Die ehemalige Gemeinde gehörte bis zu dessen Auflösung am 1. Januar 2009 zum Gemeindeverwaltungsverband „Kleines Wiesental“ mit Sitz in Tegernau.

## Geografie

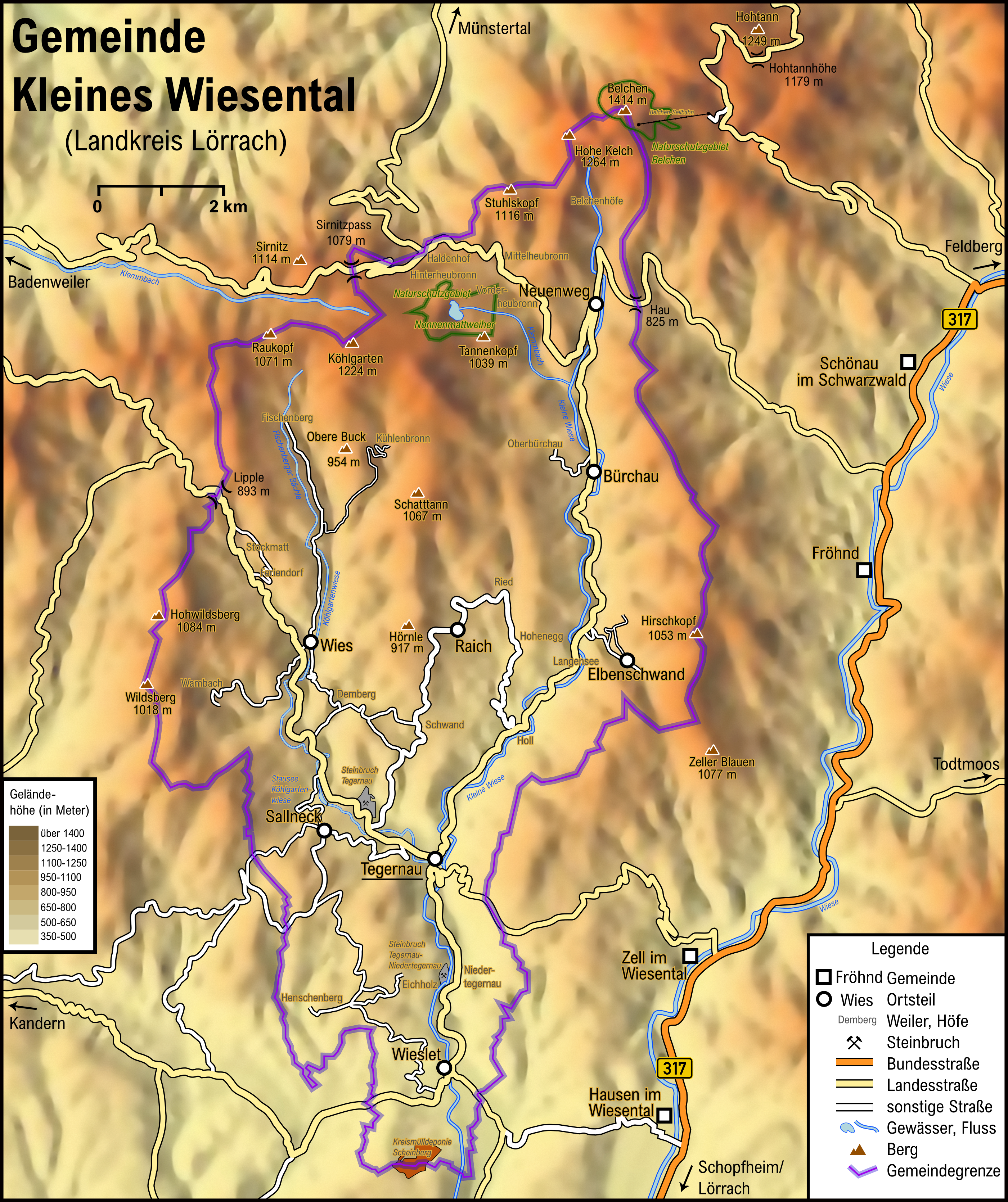
Karte der Gemeinde Kleines Wiesental

### Lage
Wieslet liegt in 404 bis 740 Meter Höhe im Naturpark Südschwarzwald, wo sich das Tal der Kleinen Wiese zu einer fruchtbaren Ebene weitet. Mehr als die Hälfte des ehemaligen Gemeindegebiets ist von Wald bedeckt. Der Hauptort (387 m ü. NHN) wird durch den Fluss Kleine Wiese in einen östlichen und einen westlichen Teil getrennt.
Südlich vom besiedelten Kern führt die L 136 über einen kleinen Passübergang auf Höhe der Abzweigung zum Schillighof auf einer Höhe von 420 m ü. NHN nach Weitenau.

### Gliederung
Im Gebiet der ehemaligen Gemeinde Wieslet liegen das Dorf Wieslet, der Gemeindeteil Eichholz und der Weiler Henschenberg. Im früheren Gemeindegebiet liegen die abgegangene Burg Rotenberg und die Wüstung Schweighof.

## Geschichte
Wieslet wurde im Jahre 1157 erstmals urkundlich erwähnt.
Auf dem nördlich des Ortes gelegenen Rotenberg stand im Mittelalter die Burg der Herren von Rotenburg, einer Seitenlinie der Herren von Rötteln. Sie wurde 1356 durch das Basler Erdbeben zerstört, das nicht nur die Stadt Basel in Schutt und Asche legte, sondern auch entlang des Hochrheins und im Breisgau große Schäden verursachte. Die Holzhütten der einfachen Leute erwiesen sich als widerstandsfähiger. Seit 1936 gehört der Ort zum Landkreis Lörrach. Am 1. Januar 2009 wurde die zuvor selbstständige Gemeinde Wieslet in die neu gegründete Gemeinde Kleines Wiesental eingegliedert.

## Politik

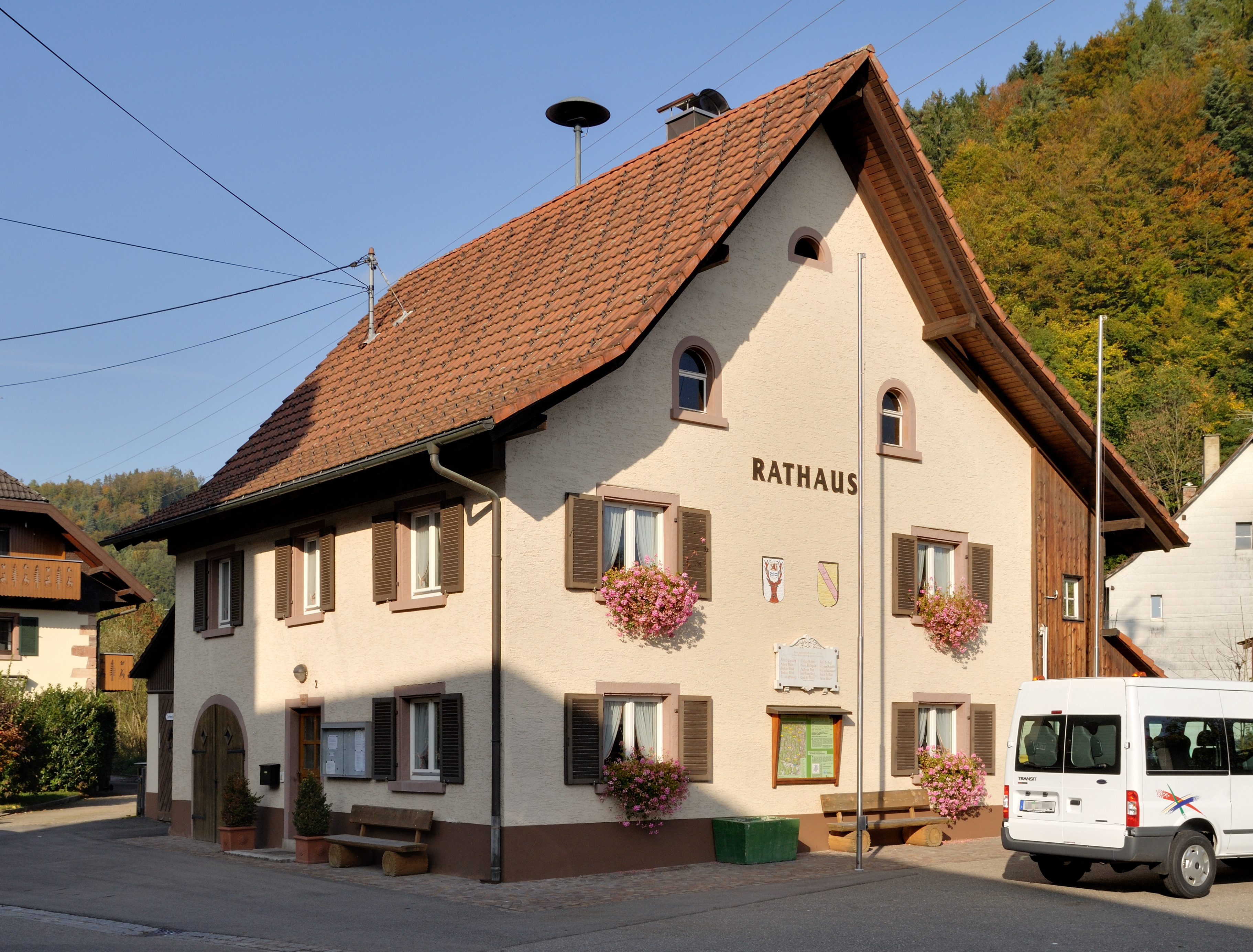
Rathaus

### Ehemaliger Gemeinderat
Der Gemeinderat setzte sich aus acht Mitgliedern zusammen, die in direkter Wahl für jeweils fünf Jahre gewählt wurden. Die letzte Wahl war im Jahr 2004. Im April 2007 löste sich das Gremium selbst auf, indem sich die Gemeinderäte einstimmig gegenseitig entließen.
Der daraufhin neu gewählte achtköpfige Gemeinderat übernahm die Aufgabe bis zum 31. Dezember 2008.

### Ortschaftsrat seit dem 1. Januar 2009
Zum 1. Januar 2009 bildeten die bisherigen Gemeinderäte einen Übergangs-Ortschaftsrat des Ortsteils Wieslet in der Gemeinde Kleines Wiesental. Im August 2009 wurde ein neu gewählter fünfköpfiger Ortschaftsrat ins Amt gesetzt, aus dessen Mitte ein Ortsvorsteher gewählt wurde.

### Wappen
Blasonierung: „In Silber ein aus dem unteren Schildrand wachsender roter Hirschkopf mit zwölfendigem Geweih, zwischen den Stangen schwebend ein geteiltes Schildchen. darin oben in Gold ein wachsender roter Löwe, unten in Silber zwei blaue Wellenbalken.“
Der Hirschkopf steht für das sanktblasische Filialkloster Weitenau und seine Rechte im Ort. Das Wappen im geteilten Schildchen wird auf die Herren von Rotenberg – eine kurzlebige Seitenlinie der Herren von Rötteln zurückgeführt. Diese Seitenlinie hatten ihren Stammsitz auf der Rotenburg und führte das Wappen der Hauptlinie. Das Wappen der Herren von Rötteln zeigte in Gold einen roten wachsenden Löwen aus einem Wolkenfeh in silber-blau. Das Feh des Röttler Wappens wird in der modernen Verwendung manchmal auch als Wellenlinie interpretiert, wie dies im Wappen von Wieslet sichtbar wird. Die Wellenlinien sind aus einer Verunstaltung des Wolkenfehs durch Stempelschneider und Wappenmaler entstanden und beziehen sich nicht auf den Fluss Kleine Wiese.

## Natur, Kultur und Sehenswürdigkeiten

### Natur
Nahe der Gemeindegrenze zum Steinemer Ortsteil Weitenau befindet sich das Geotop Schieferbruch Farnbuck, Wieslet Es handelt sich um einen aufgelassenen kleinen Steinbruch (ca. 30 m Breite und 15 m Höhe) der dem Abbau von schwarzgrauem Hornfelsschiefer diente, der hauptsächlich aus Biotit und Quarz bestand.⊙

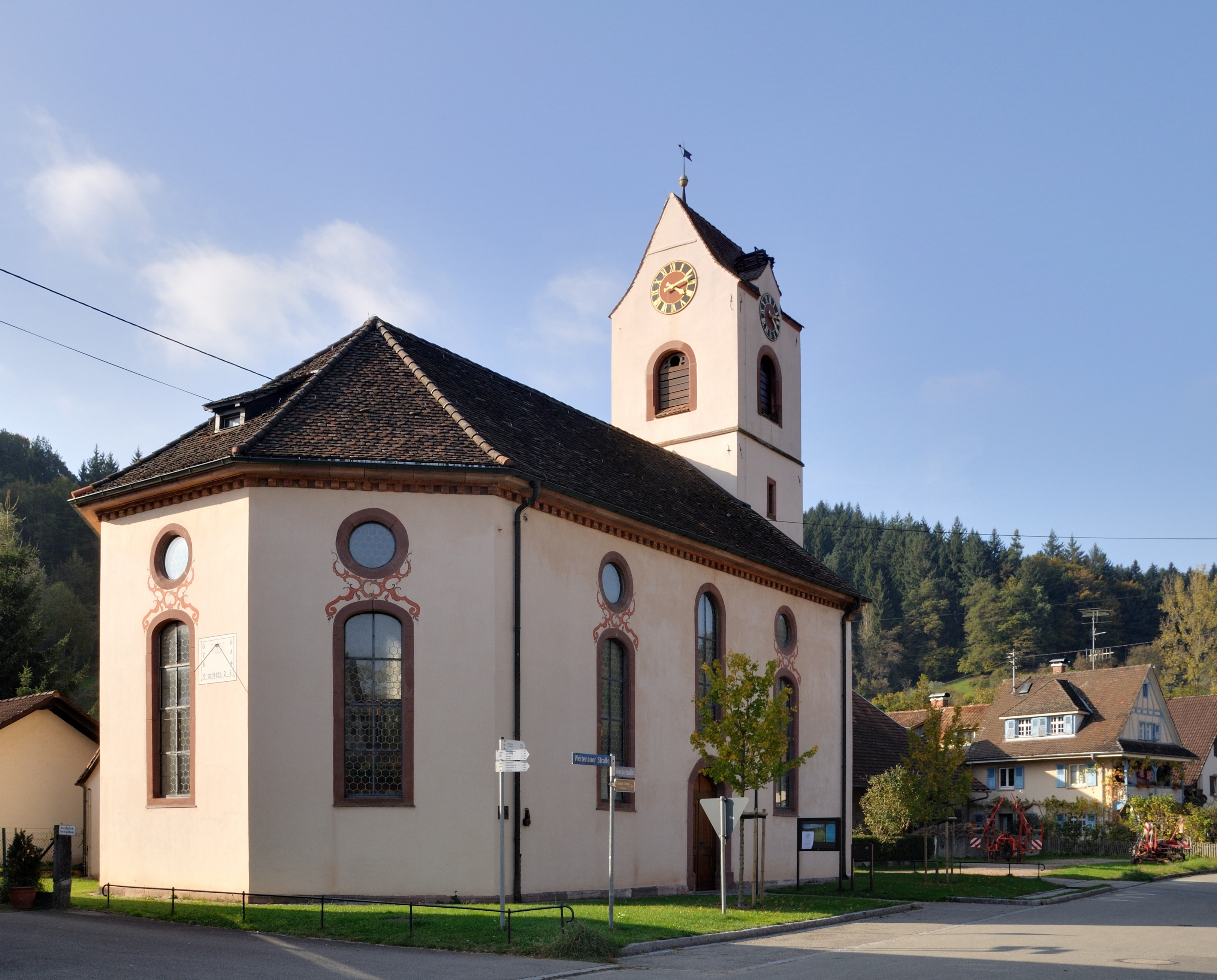
Evangelische Kirche

### Museum
Mit dem Ernst-Schleith-Atelier gibt es ein kleines Museum, das den in Wieslet geborenen Maler würdigt. Das Museum mit Werken des ebenfalls in Wieslet geborenen Malers  Friedrich Ludwig Museum wurde 2009 geschlossen.

### Bauwerke
Die Evangelische Kirche Wieslet aus den 1750er Jahren existierte im Ort nachweislich bereits seit dem 12. Jahrhundert.

## Wirtschaft und Infrastruktur

### Bildung
Mit der Ernst-Schleith-Schule verfügt Wieslet über eine eigene Grundschule. Für die kleinsten Einwohner gibt es seit den 1970er Jahren einen evangelischen Kindergarten.

### Sonstiges

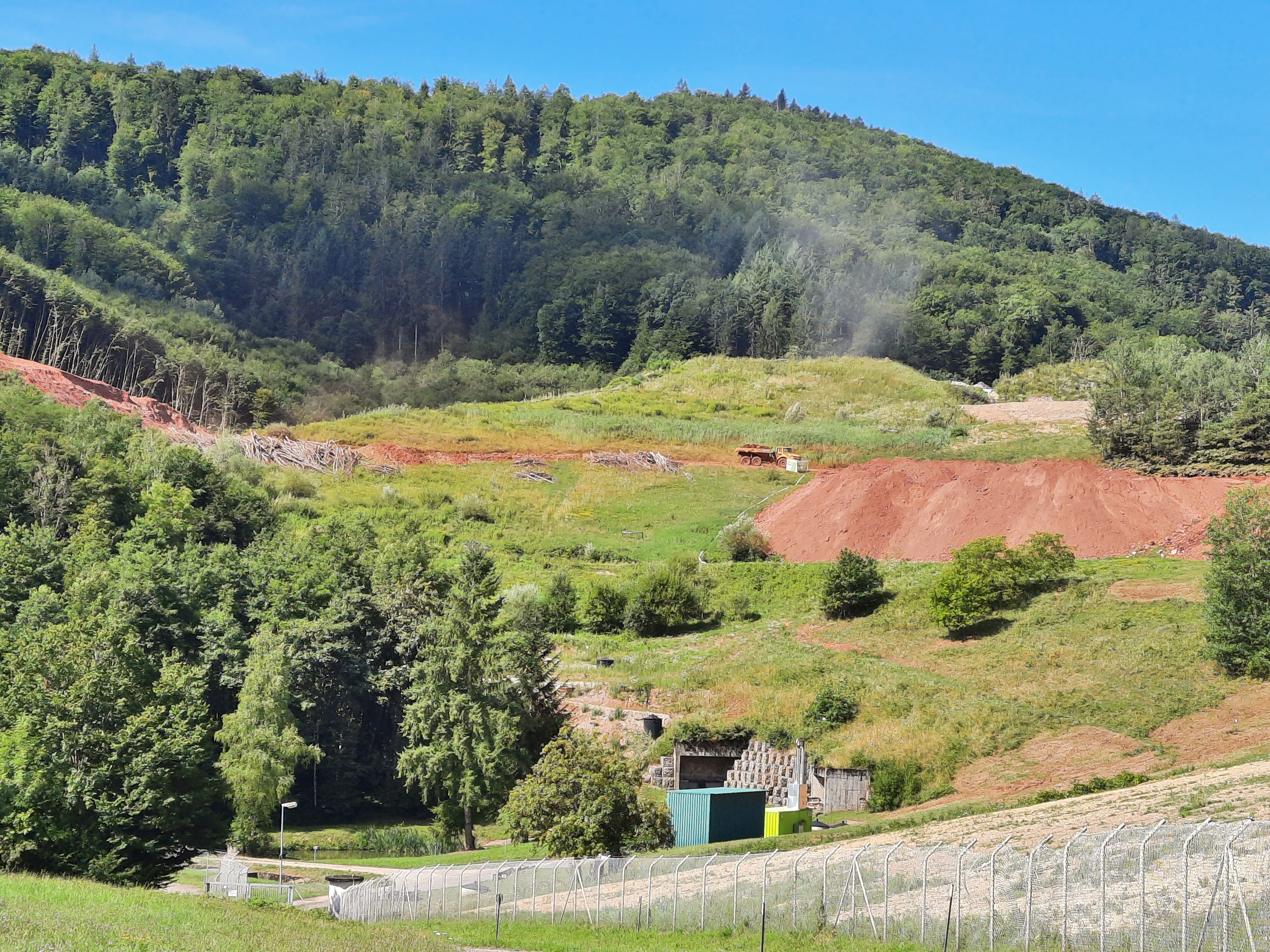
Blick auf die Mülldeponie des Landkreises Lörrach in Wieslet.

Der größte Teil der 25 Hektar großen Kreismülldeponie Scheinberg liegt auf der Gemarkung von Wieslet. Ein kleinerer Teil gehört der Verwaltungsgemeinschaft Schopfheim an. Die Deponie des Landkreises Lörrach wird seit 2005 als Inertstoffdeponie betrieben, bei der es zum bakteriologischen und chemischen Abbau von organischen Inhaltsstoffen kommt.
Nördlich der Kreismülldeponie befindet sich auf einer Anhöhe ein von der 1977 gegründeten Modellfluggruppe Wieslet unterhaltener Modellflugplatz.

## Persönlichkeiten
- Ernst Schleith (* 23. Mai 1871 in Wieslet; † 11. Februar 1940 in Wieslet), deutscher Kunstmaler und Zeichner
- Friedrich Ludwig (* 25. Oktober 1895 in Wieslet; † 22. Januar 1970 in Gabersee), deutscher Maler des Expressionismus